# Porto Empedocle
Porto Empedocle är en ort och kommun i kommunala konsortiet Agrigento, innan 2015 provinsen Agrigento, i regionen Sicilien i sydvästra Italien. Kommunen hade 16 701 invånare (2017).